# Hospital civil San Antonio Abad de San Sebastián
El hospital San Antonio Abad, comúnmente conocido como hospital de Manteo, se inauguró en la falda del monte Ulia de San Sebastián en la región española del País Vasco en 1888.
Su objetivo inicial era alojar a los enfermos infecciosos. Fue edificado por el arquitecto municipal José Goicoa y costeado por el Ayuntamiento y la Junta de Beneficencia. Para su mantenimiento contaron además del cuerpo médico con 25 Hijas de la Caridad, 3 practicantes, 3 enfermeros, 3 enfermeras laicas y un capellán. El hospital se derribó tras la construcción del Hospital Provincial de Guipúzcoa en 1960.

## Historia
El proceso de construcción fue muy laborioso, ya que las negociaciones para la compra de los terrenos fueron largas, y hubo que visitar hospitales extranjeros para su diseño.
Se inauguró el 20 de enero de 1888 y contaba con dos partes independientes, una de ellas destinada a enfermos contagiosos con tuberculosis, sífilis, viruela, sarna, etc. y la otra al servicio general de enfermos. También disponía de habitaciones para el personal de la casa.
Al ser un hospital nuevo, la organización inicial fue dificultosa y contaba con 100 camas que con el tiempo se fueron aumentando. En 1910 había ingresados 177 enfermos y en adelante llegarían a superar las 300 camas.
Según los estatutos de la Junta de Beneficencia de San Sebastián, tan solo podían atender a los enfermos y lesionados pobres de la ciudad, que en el año 1900 contaba con 40000 habitantes, aunque también eran admitidos enfermos de pago en habitaciones preferentes.
En el año 1906, la Junta de Beneficencia acordó derogar la norma por la que se atribuía la religión católica a todo establecimiento de beneficencia del municipio, lo que supuso un cambio importante en el funcionamiento del hospital.
A lo largo de su historia vivió varias situaciones excepcionales, como una epidemia de viruela en San Sebastián en 1900, la pandemia de gripe entre 1918 y 1920 que hizo estragos en la población, la llegada de heridos de la guerra de África en 1924 o la guerra civil con las penurias que trajo acarreadas. El avance médico más relevante a lo largo de su historia fue el empleo de la penicilina a partir de 1945 para el tratamiento de las enfermedades infecciosas. También es destacable la instalación de la primera «máquina radiográfica» en 1904 o las primeras transfusiones sanguíneas brazo a brazo hacia 1930. Desde 1913 se derivaron a las madres solteras que daban a luz en el hospital a la maternidad de la Casa Cuna de Fraisoro y en 1919 se clausuró el pabellón psiquiátrico y se encaminaron los pacientes crónicos al hospital psiquiátrico de Santa Águeda, en Mondragón.
Su primer director y jefe de sala de medicina fue Juan José Celaya y el primer médico de guardia permanente fue Luis Alzua. Este médico dejó muy documentado su trabajo indicando, por ejemplo, que en 1906 ingresaron 1011 pacientes en el hospital, de los que fallecíeron un 11%. Eran más numerosos los ingresos médicos por tuberculosis o fiebres tifoideas que los quirúrgicos, aunque muchas enfermedades se trataban en las casas. En 1893 fue nombrado como primer jefe de cirugía Hilario Gaiztarro, que en 1906 realizó 211 intervenciones quirúrgicas, siendo el primer cirujano general que trabajó como tal en San Sebastián, al que siguieron Modesto Huici Zalacain (pionero de las cesáreas conservadoras), Luis Egaña, Luis Ayestarán Gabarain, que fue el fundador del Instituto Oncológico, y José Mª Zuriarrain.
Con la creación en 1933 del Instituto Radio Quirúrgico (Onkologikoa), muchos pacientes oncológicos se derivaron al nuevo centro.

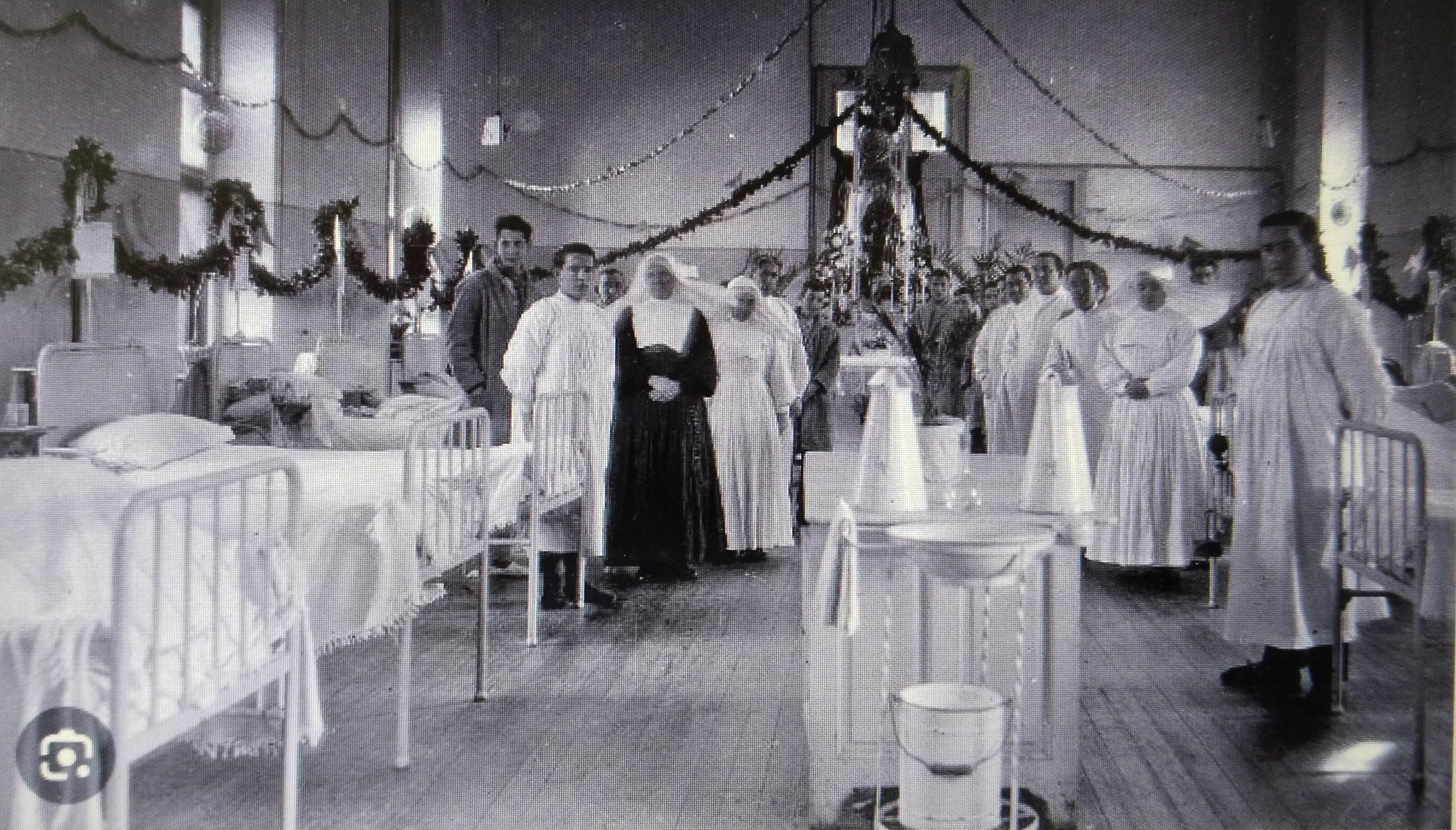
Hospital Civil San Antonio Abad

En 1913 el cirujano torácico Emiliano Eizaguirre Marquínez fundó un dispensario antituberculoso en el hospital y en 1932 creó el pabellón Docker para niños con primoinfección tuberculosa, comenzando la vacunación antituberculosa en San Sebastián en 1930. En 1953 los enfermos tuberculosos fueron trasladados al nuevo sanatorio para las enfermedades del tórax Amara en San Sebastián.
Luis Urrutia Guerezta, que fue discípulo de Juan Madinaveitia, dirigió en sus inicios la cirugía digestiva. La gastroenterología la dirigió Julián Bergareche, que colaboraba con el Dr. Gregorio Marañón en sus publicaciones. 
La Jefatura de las salas de medicina, llamadas de San Ignacio y San Pedro, la ostentó durante muchos años José Beguiristain al que la ciudad le dedicó una calle.
La oftalmología la desarrolló Miguel Vidaur y la otorrinolaringología Fernando Asuero. El primer especialista en radiología fue Sebastián Córdoba en 1920 y en 1933 accedió al cargo de patólogo clínico Antonio Llombart, que posteriormente fue catedrático en Valencia y fundador del Instituto Valenciano de Oncología.
En cuanto a la incipiente especialidad de pediatría, su responsable durante las últimas décadas fue Aurelio Maeso, que también trabajaba en la nueva maternidad de San Sebastián. En 1945 fue, muy probablemente, el primer médico que utilizó la penicilina en San Sebastián.
Los partos pasaron a lo largo del siglo XX de realizarse en los domicilios a practicarse mayormente en medio hospitalario a finales de los años cincuenta. Hasta entonces solo acudían al hospital los partos que por algún motivo se preveían complicados o en casos de abandono infantil. El obstetra y ginecólogo Juan María Arrillaga trabajó en el hospital hasta 1933, en que se creó la Casa de Maternidad Municipal de San Sebastián en otro edificio del que fue director. Con este hecho los partos en el hospital se derivaron a la nueva maternidad, con lo que hubo más espacio para otras especialidades.
Muchos médicos iniciaron en el hospital su actividad para desarrollarla después en los nuevos centros sanitarios, como, por ejemplo, los cirujanos Manuel Cárdenas, y Leandro Martín Santos, el internista Carlos García del Río, el oftalmólogo José Mª Azcoaga, el urólogo José María Recarte, el ginecólogo Julio Albea o el cirujano digestivo Ignacio María Barriola que luego sería uno de los impulsores del Campus Universitario de Guipúzcoa.
Aunque fuera un hospital eminentemente municipal, también atendía a pacientes de la provincia, siendo el centro de referencia y de formación de personal sanitario en la provincia de Guipúzcoa durante toda su andadura.
En la primera mitad del siglo XX se crearon en San Sebastián una serie de clínicas privadas, fundamentalmente quirúrgicas, siendo la pionera la Clínica San Ignacio de San Sebastián. Muchos médicos del hospital de Manteo trabajaban en ellas, por lo que hubo buena cooperación y se complementaban mutuamente. En el periodo posterior a la guerra civil fueron decayendo por la situación socioeconómica creada y tras la apertura de la Residencia Sanitaria, el Hospital Provincial y la Policlínica se fueron clausurando casi todas.